# Црква Светог Николаја Мирликијског Чудотворца у Фочи
Црква Светог оца Николаја је храм Српске православне цркве који се налази у Фочи у Републици Српској у Босни и Херцеговини. Припада дабробосанској митрополији, Архијерејском намјесништву фочанском и седиште је Фочанске парохије. Црква је посвећена светом оцу Николају. Храм је проглашен националним спомеником Босне и Херцеговине од стране Комисије за очување националних споменика Босне и Херцеговине на седници одржаној од 9. до 12. фебруара 2010. године.

## Историјат
Црква Светог оца Николаја је саграђена средином 19. века, а освећена 20. септембра 1857. године. Земљиште за цркву је поклонила Савка Јовичић, а радове је извео неимар Спасоје Вулић.
Првобитна црква је имала дванаест мањих кубета и једно веће на средини. Ових дванаест кубета уклонила је Аустроугарска. Царске двери, главна улазна врата, као и јужна и северна и звоно, добављени су из Трста.
Црква има врло вредне иконе. Са обе стране владичанског трона налазе камене фигуре лавова. Претпоставља се да су фигуре рађене по узору на фигуре у Студеници и Дечанима.
Током Другог светског рата 1942. године, муслимани су обили цркву и из ње однели драгоцености, оштетили царске двери, запалили летопис и библиотеку српске школе.
До 1973. године звоник је био од дрвета са једним звоном. Нови звоник је саграђен 1975. године по пројекту Ратка Попадића из Фоче. Радове је извео Ратко Малешевић из Бајине Баште. Следеће године урађени су молерско-фарбарски радови као и фреске са ликовима четворице јеванђелиста и Свете Тројице на небу цркве. Фреске су урадили Драгана Бјелогрлић из Новог Сада и Димитрије Мита Риђички из Чуруга. Обновљену цркву осветио је митрополит Владислав 22. октобра 1978. године.
Црква је 1999. године прекривена бакарним лимом, уграђени су алуминијумски прозори са изопан-стаклом и направљен је горионик за свеће.
Крсна слава ове цркве, као и општине Фоча је пренос моштију светог оца Николаја, који се слави 22. маја по грегоријанском календару.